# Херксхајмвајхер
Херксхајмвајхер (њем. Herxheimweyher) општина је у њемачкој савезној држави Рајна-Палатинат. Једно је од 74 општинска средишта округа Зидлихе Вајнштрасе. Према процјени из 2010. у општини је живјело 499 становника. Посједује регионалну шифру (AGS) 7337039.

## Географски и демографски подаци
Херксхајмвајхер се налази у савезној држави Рајна-Палатинат у округу Зидлихе Вајнштрасе. Општина се налази на надморској висини од 118 метара. Површина општине износи 3,6 km². У самом мјесту је, према процјени из 2010. године, живјело 499 становника. Просјечна густина становништва износи 140 становника/km².

## Међународна сарадња
| Мјесто   | Држава               | Врста сарадње | Од    |
| -------- | -------------------- | ------------- | ----- |
| Илфракум | Уједињено Краљевство | партнерство   | 1980. |
|          | Француска            | партнерство   | 1979. |
| Извор    |                      |               |       |